# Тимофєєва-Бойко Світлана Дмитрівна
Світла́на Дми́трівна Тимофє́єва-Бо́йко (нар. 27 грудня 1938, Одеса) — українська піаністка, концертмейстер, заслужена артистка України (1996). Дружина народного артиста України Анатолія Бойка.

## Життєпис
Світлана Тимофєєва народилася 27 грудня 1938 року в Одесі.
З раннього дитинства почала займатися музикою. З 5 років навчалась грі на роялі, у віці 8 років поступила в Одеську спеціальну музичну школу ім. П. С. Столярського (клас Р. М. Костирко), в 9-річному віці вперше виступила у супроводі оркестру школи, виконавши ре-мажорний концерт Йозефа Гайдна для фортепіано з оркестром.
Після 8-го класу продовжила навчання в Одеському музичному училищі ім. К. Ф. Данькевича (викладач Ганна Захарівна Май), яке закінчила, виконавши 1-й концерт Ференца Ліста.
Після закінчення училища поступила в Одеську державну консерваторію імені А. В. Нежданової. Її викладачами були Г. І. Лейзерович, Е. Д. Коваленко, по концертмейстерству — Є. І. Дублянська. Ще будучи студенткою 2-го курсу, Світлана була запрошена на посаду концертмейстера в Одеський академічний театр опери та балету.
Від 8 травня 1979 — концертмейстер в Одеській філармонії. В її репертуарі понад 80 клавірів. Під її фортепіанний супровід виступали Робертіно Лореті, Олексій Кривченя, Дмитро Гнатюк, Олена Образцова, Нінель Ткаченко, Євгенія Мірошниченко, Белла Руденко, Гізела Ципола, Ерік Курмангалієв.
2004 року до 75-річчя філармонії на високому професійному рівні провела як музичний керівник і концертмейстер прем'єрний показ концерту-вистави «Євгеній Онєгін» за однойменною оперою П. І. Чайковського і в березні 2005 року творча група цього концерту отримала почесне звання лауреата конкурсу «Твої імена, Одесо» в номінації «Найкраща виконавча майстерність і концертна діяльність».

## Визнання
- 1967 — дипломант міжнародного конкурсу ім. М. П. Мусоргського (Москва)
- 1996 — заслужена артистка України[1]
- 2009 — орден княгині Ольги ІІІ ступеня[2]